# Brouwerij Campina
Brouwerij Campina is een voormalige Belgische brouwerij te Dessel in de provincie Antwerpen.

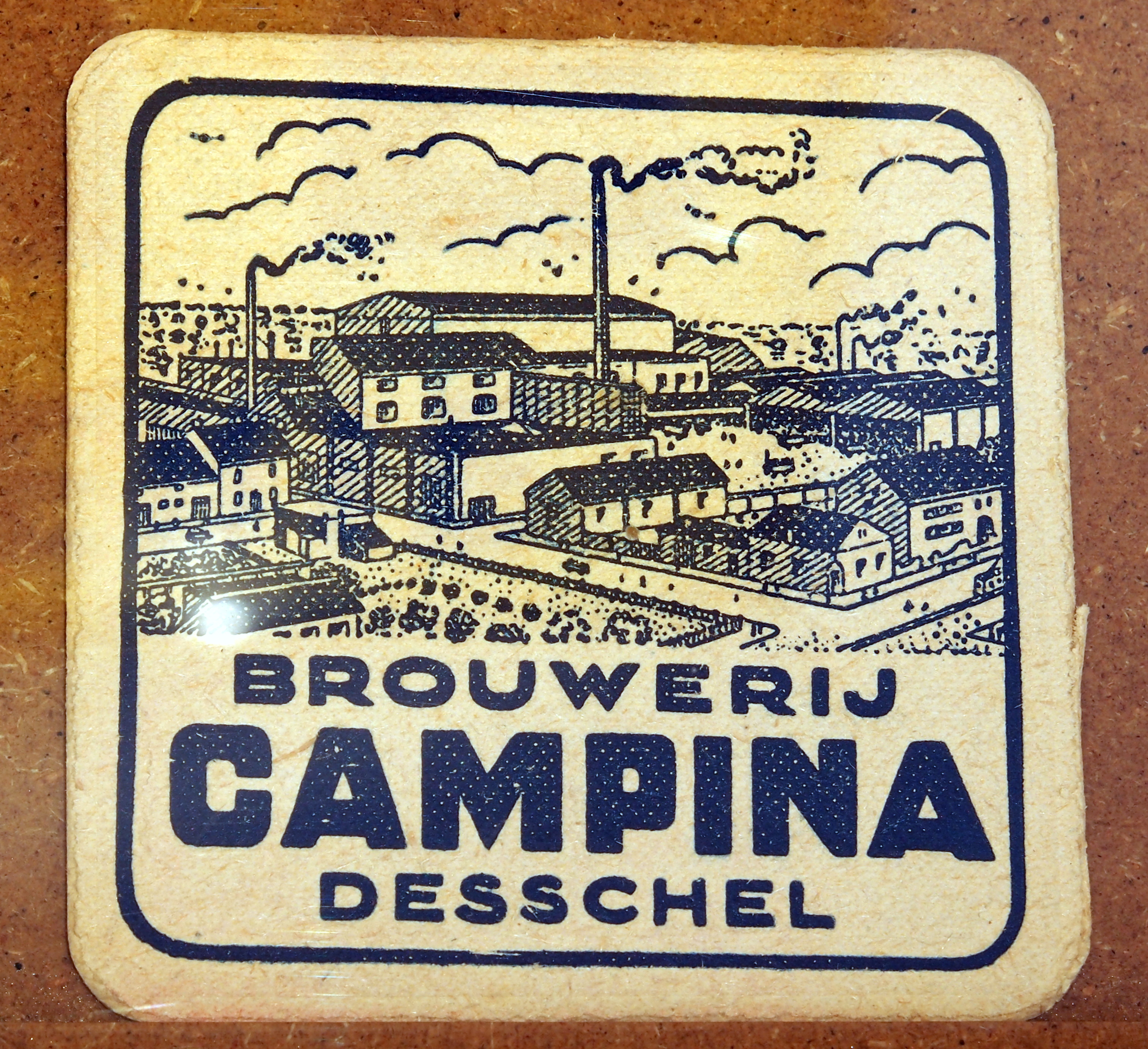
Brouwerij Campina

In 1850 werd de brouwerij opgericht door A. Verbeek onder de naam De Hopbloem. De brouwerij was gelegen in het centrum van Dessel. Dit familiebedrijfje werd in 1872 uitgebreid tot een volwaardige brouwerij.
Stijn Verbeeck doopte in 1930 de brouwerij om tot Brouwerij Campina, afgeleid van de landstreek De Kempen, en bracht het pilsbier Golding Campina op de markt.
In 1988 wordt de brouwerij opgekocht door Alken-Maes.
De gebouwen worden door de gemeente opgekocht en afgebroken. Er wordt op die plaats een plein van gemaakt.
Het pilsbier Golding Campina is momenteel enkel nog maar te verkrijgen op vaten.
Veel in Dessel refereert nog naar de voormalige brouwerij. De naam Campina komt vaak voor in Dessel, bijvoorbeeld het Campinaplein (centrum), Campinapad (moutainbike-route), De Campina (café).